# 西城秀樹オリジナル・ゴールデン・ヒット曲集
『西城秀樹オリジナル・ゴールデン・ヒット曲集』（さいじょうひでき オリジナル・ゴールデン・ヒットきょくしゅう）は、西城秀樹の初のベスト・アルバム。1973年10月25日にRCAから発売された。

## 内容
- デビュー曲「恋する季節」から初めてオリコン第1位に輝いた「ちぎれた愛」までの全シングル曲とそのカップリング曲のほか、アルバムから2曲が収録されている。

## 収録曲
| #   | タイトル                 | 作詞       | 作曲       | 編曲       |
| --- | ------------------------ | ---------- | ---------- | ---------- |
| A1. | 「恋する季節」           | 麻生たかし | 筒美京平   | 高田弘     |
| A2. | 「愛がほしいのに」       | 麻生たかし | 羽根田武邦 | 葵まさひこ |
| A3. | 「恋の約束」             | たかたかし | 鈴木邦彦   | 葵まさひこ |
| A4. | 「若いふたりの海」       | たかたかし | 鈴木邦彦   | 葵まさひこ |
| A5. | 「チャンスは一度」       | たかたかし | 鈴木邦彦   | 馬飼野康二 |
| A6. | 「君を忘れない」         | たかたかし | 羽根田武邦 | 馬飼野康二 |
| A7. | 「絶叫」                 | たかたかし | 鈴木邦彦   | 馬飼野康二 |
| B1. | 「青春に賭けよう」       | たかたかし | 鈴木邦彦   | 馬飼野康二 |
| B2. | 「新しい朝」             | 安井かずみ | 馬飼野康二 | 馬飼野康二 |
| B3. | 「情熱の嵐」             | たかたかし | 鈴木邦彦   | 馬飼野康二 |
| B4. | 「夏の日の出来事」       | たかたかし | 羽根田武邦 | 馬飼野康二 |
| B5. | 「ちぎれた愛」           | 安井かずみ | 馬飼野康二 | 馬飼野康二 |
| B6. | 「孤独のふたり」         | 安井かずみ | 馬飼野康二 | 馬飼野康二 |
| B7. | 「ラブ・ミーいつまでも」 | 酒井ちえ   | 羽根田武邦 | 馬飼野康二 |